# Los Antonios
Los Antonios es un barrio perteneciente al distrito Centro de la ciudad andaluza de Málaga, España. Según la delimitación oficial del ayuntamiento, limita al norte con el barrio de Camino del Colmenar y los Montes de Málaga; al este, con el barrio de Sierra Blanquilla; al sur, con Seminario y Olletas; y al oeste con Pinares de Olletas.

## Transporte
En autobús está conectado al resto de la ciudad mediante las siguientes líneas de la EMT: 
| Línea | Trayecto                                  | Recorrido | Frecuencia    |
| ----- | ----------------------------------------- | --------- | ------------- |
| 37    | Alameda Principal - Altamira/Monte Dorado | Recorrido | 25-30 minutos |